# بق النبات ذو رائحة
بق النبات ذو الرائحة (الاسم العلمي Liorhyssus hyalinus)، حشرة من البقيات النباتية ويتبع فصيلة بق النبات عديم الرائحة.